# Song Ningzong
Pour l'empereur de la dynastie Yuan, voir Ningzong.
Ningzong (1168 – 1224), né Zhao Kuo, est le treizième empereur de la dynastie Song, et le quatrième des Song du Sud. Il régna de 1194 à 1224.
Sa deuxième femme Yang Meizi est connue pour sa calligraphie et ses peintures.